# 开封大学
开封大学，简称开大，是一所位于中华人民共和国河南省开封市的全日制专科公办省属普通高等职业学校。创建于1980年，成立之初取名为河南师范大学分校。1981年，更名为开封市走读大学，1984年，更名为开封大学，2009年5月原开封市卫生学校整体并入开封大学，成立开封大学医学部。学校主要院系有机械与汽车工程学院、旅游学院、软件职业技术学院、土木建筑工程学院、财政经济学院。

## 学校概况
- 校训：明德、励学、笃行、创新。[2]
- 校歌：《勇攀高峰》
- 校长：宋志敏
- 校党委书记：陈灿
- 校纪委书记：马林强
- 校工会主席：成芳
- 开封大学图书馆：建立于1981年，面积2.45万平方米。拥有纸质文献126万册；电子文献60.67万册[3]

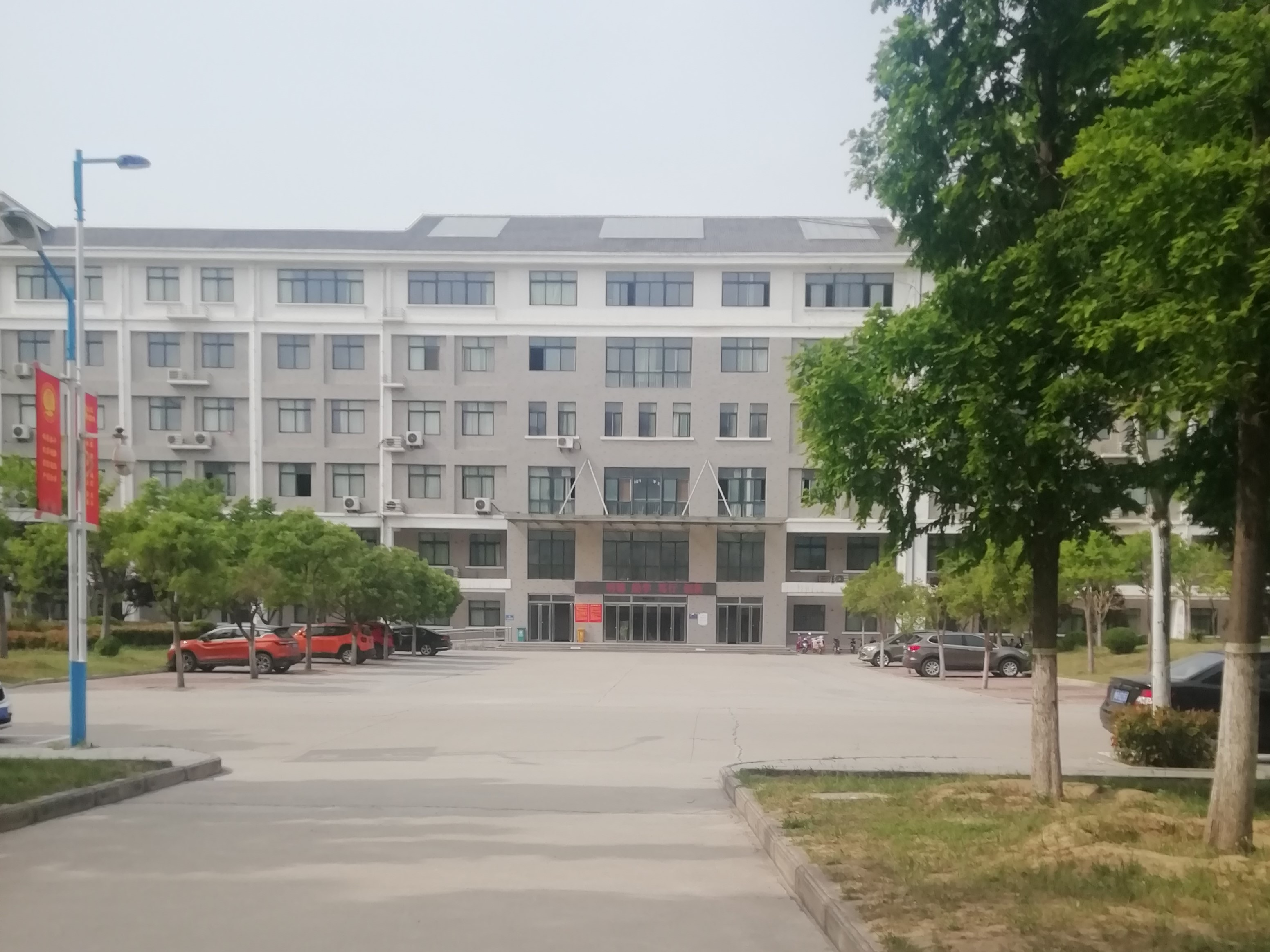
开封大学的15号楼，此楼是开封大学财政经济学院的教学楼

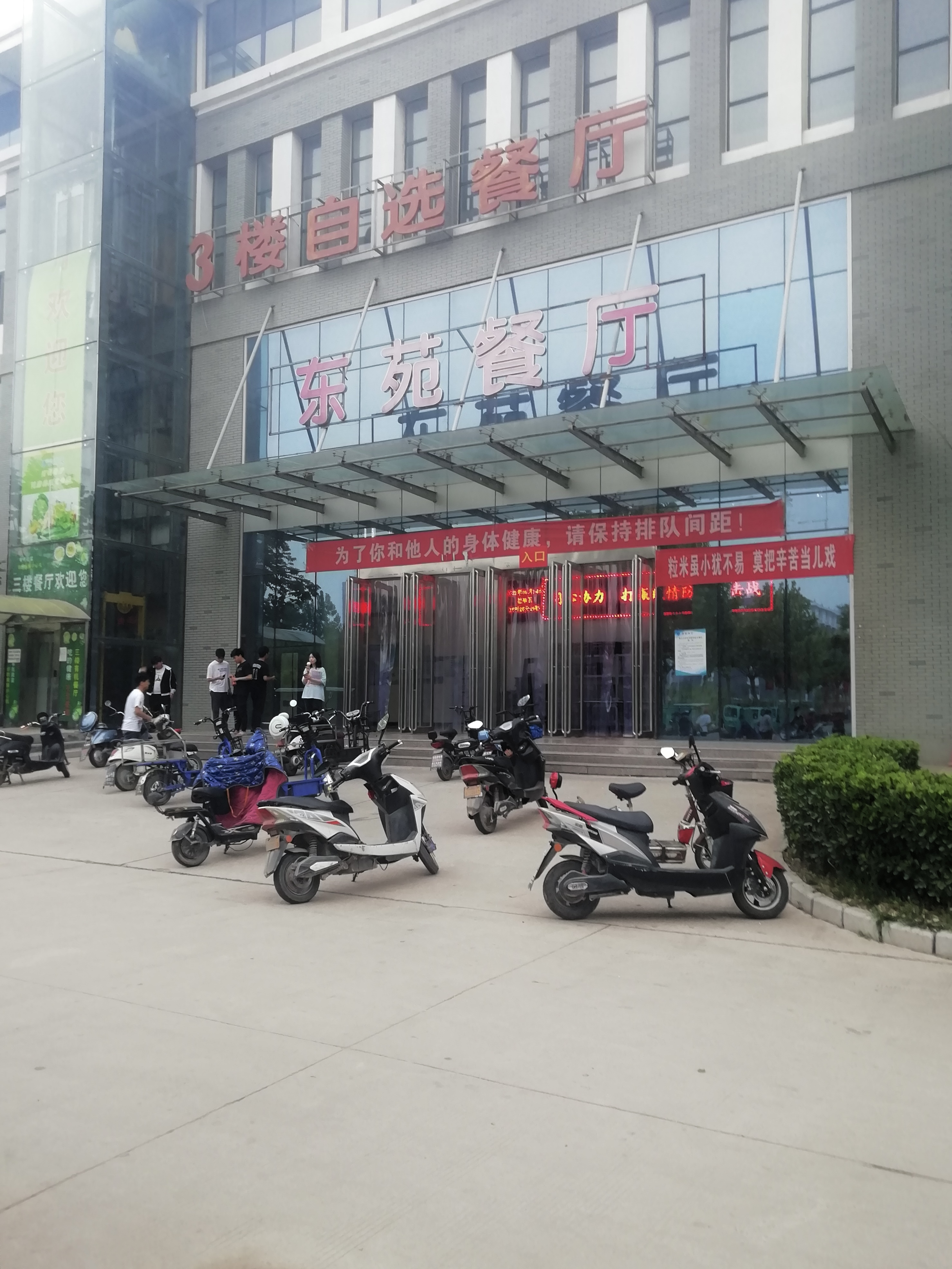
开封大学的学生餐厅

## 学校机构
开封大学学校机构主要有四类：党群部门，行政部门，教学单位和教辅部门。

### 党群部门
- 开封大学党政办公室
- 开封大学党委统战部
- 开封大学党委宣传部
- 开封大学学生工作部
- 开封大学纪检监察部
- 开封大学团委
- 开封大学工会

### 行政部门
- 开封大学教务处
- 开封大学科研规划处
- 开封大学财务处
- 开封大学人事处
- 开封大学国有资产管理处
- 开封大学对外交流与合作处
- 开封大学招生就业处
- 开封大学保卫处
- 开封大学基建处

### 教学单位
- 开封大学土木建筑工程学院
- 开封大学机械与汽车工程学院
- 开封大学电子电气工程学院
- 开封大学材料与化学工程学院
- 开封大学信息工程学院（软件职业技术学院）
- 开封大学财政经济学院
- 开封大学旅游学院
- 开封大学艺术设计学院
- 开封大学外国语学院
- 开封大学人文学院
- 开封大学医学部
- 开封大学国际教育学院
- 开封大学创新创业学院
- 开封大学继续教育学院
- 开封大学思想政治理论教研部
- 开封大学体育部
- 开封大学公共艺术教研部

### 教辅部门
- 开封大学督导室
- 开封大学审计中心
- 开封大学数字化管理中心
- 开封大学后勤管理服务中心
- 开封大学图书馆
- 开封大学学报编辑部
- 开封大学工程训练中心
- 开封大学功能材料中心

## 现任学校领导

### 党委书记陈灿
陈灿（1963-），中华人民共和国教育部门人物，河南郑州人。1984年加入中国共产党，1986年参加工作，在河南大学担任过各种领导职务。2017年起开始担任开封大学党委书记。

### 党委副书记，校长宋志敏
宋志敏（？-？），中华人民共和国教育部门人物。享受河南省政府特殊津贴，河南省优秀教师，河南省煤炭学会理事，中国煤炭学会瓦斯地质专业委员会委员。现任开封大学校长兼党委副书记。

## 历任校长
- 李更：1980.07-1981.03
- 李一民：1981.07-1984.06
- 林自岩：1984.06-1985.12
- 曹兴俭：1985.12-1987.06
- 杨辉：1987.01-1988.03
- 徐公良：1988.03-1989.12
- 师玉庆：1989.12-2003.02
- 拜五四：2003.02-2015.11
- 宋志敏：2015.11-2021.06[9]

## 历任校党委书记
- 鲁放：1981.07-1984.06
- 李根昌：1984.06-1985.12
- 林自岩：1985.12-1990.02
- 师玉庆：1990.02-1999.03
- 于建国：1999.03-2003.02
- 莫华林：2003.02-2012.04
- 张新梅：2012.04-2017.12
- 陈灿：2017.12-[9]

师玉庆是唯一一个既担任过开封大学校长，又担任过开封大学党委书记的人。

## 奖学金设置
开封大学目前一共设有八类奖学金：
- 国家奖学金
- 国家励志奖学金
- 国家助学金
- 开封大学奖学金
- 开封大学金松奖学金
- 开封大学上虞奖学金，助学金
- 开封大学金松模范学生
- 开封大学新生奖学金

## 40周年校庆
2020年6月1日，开封大学党委宣传部征集建校40周年标志和标语。

## 副校长贪污腐败事件
2016年，开封大学原副校长耿广利涉嫌贪污腐败被立案调查。